# Jan Fotek
Jan Fotek (ur. 28 listopada 1928 w Czerwińsku nad Wisłą, zm. 17 sierpnia 2015) – polski kompozytor.
W latach 1952–1953 studiował kompozycję w Państwowej Wyższej Szkole Muzycznej w Krakowie w klasie Stanisława Wiechowicza, a w latach 1953–1958 w Państwowej Wyższej Szkole Muzycznej w Warszawie pod kierunkiem Tadeusza Szeligowskiego.
W 1969 zdobył nagrodę na Konkursie im. Grzegorza Fitelberga w Katowicach za Epitasis na orkiestrę, w 1971 na Konkursie im. Feliksa Nowowiejskiego w Gnieźnie za Wariacje na zadany temat na chór dziecięcy. W 1973 otrzymał Nagrodę Prezesa Rady Ministrów za twórczość dla dzieci i młodzieży, a w 1977 otrzymał Nagrodę im. Brata Alberta za twórczość o tematyce religijnej. W 2010 został laureatem Dorocznej Nagrody Związku Kompozytorów Polskich za całokształt twórczości.

## Ważniejsze kompozycje
|  | - Trio na klarnet, skrzypce i fortepian (1955) - Symfonia nr 1 (1958) - Opus concertante I na organy, fortepian i perkusję (1959) - Symfonia nr 2 (1959) - Poesia con musica – Niobe na recytatorów, chór i orkiestrę (1960) - Trio smyczkowe na skrzypce, altówkę i wiolonczelę (1961) - Kategorie na smyczki, harfę, czelestę i perkusję (1963) - Trzy laudesy na chór mieszany (1963) - Hymn gregoriański na chór mieszany i orkiestrę (1963) - Cykl wierszy na chór dziecięcy i orkiestrę (1963) - Partita concertante na organy (1964) - Malowanki na zespół wokalno-instrumentalny (1964-65) - Oda na chór mieszany, głosy solo i orkiestrę (1965) - Miniatury dziecięce na 2 fortepiany i perkusję (1965) - Apostrofy na baryton i 2 fortepiany (1966) - Trimorphie na 3 flety, klawesyn i fortepian preparowany (1966) - Kwartet smyczkowy nr 1 (1967) - Verbum na chór mieszany, organy, 2 fortepiany i perkusję (1967) - Morze jedności odnalezionej opera radiowa (1967) - Epitasis na orkiestrę (1967) - Trzy pieśni na chór męski (1967) - Partita na 12 fagotów i 3 kontrafagoty (1968) - Opus concertante II na orkiestrę (1968) - Nokturny na sopran i orkiestrę kameralną do tekstów Safony (1968) - Galileusz dramat muzyczny (1969) - Hymne de Sainte Brigitte pour mezzo-soprano et 7 instruments (1970) - Ostatnia wojna rapsod na recytatora, chór mieszany i orkiestrę (1971) - Pieśni taneczne [wersja I] na głos żeński i fortepian (1971) - Wariacje na zadany temat na chór dziecięcy (1971) - Cantatina copernicana w dawnym stylu na zespół instrumentalno-wokalny (1973) | - Vir sapiens dominabitur astris opera radiowa (1973) - Siedem preludiów na fortepian (1973) - Sny dziecięce na chór dziecięcy, 2 fortepiany i perkusję (1974) - Fantazja na temat „Prząśniczki” Stanisława Moniuszki na orkiestrę (1974) - Heroikon (Nike) tryptyk o Warszawie na mezzosopran, baryton, głos recytujący, chór mieszany i orkiestrę (1974) - Łyżki i księżyc opera w 3 aktach (1976) - Msza ku czci NMP Matki Kościoła na mezzosopran, chór mieszany i orkiestrę (1976) - Pieśni sponad wód, 3 pieśni na chór mieszany lub męski (1976) - Leśna Królewna opera-balet (1977) - Kwartet smyczkowy nr 2 (1978) - Chorał „Boże, pełen w niebie chwały” na baryton, chór mieszany i orkiestrę do tekstu Bolesława Leśmiana (1978) - Pieśni taneczne [wersja II] na głos żeński i orkiestrę (1979) - Fraszki na chór mieszany do tekstów Jana Kochanowskiego (1979) - Trzy scherza na fagot i fortepian (1979) - Sonata na klawesyn (1979) - Musica cromatica na kameralną orkiestrę smyczkową (1982) - Musiquette na 3 saksofony (1982) - Każdy opera-misterium (1983) - Melodia lubuska na zespół instrumentalny (1983) - Quattri impressioni per organo solo (1983) - Wariacje na saksofon i fortepian (1984) - Sonata romantica per tuba e pianoforte (1985) - Passacaglia for orchestra (1985) - Szkice na skrzypce i fortepian (1985) - Suita czarnoleska na flet, klawesyn i kameralną orkiestrę smyczkową (1986) - Ecloga na kontratenor i zespół instrumentów dawnych (1987) - Canzona from Jasna Góra for orchestra (1993) - Mass for Men Choir (1993) - Divertimento na kwartet smyczkowy (2004) - Słowo na chór mieszany (2005) |